# Арпеджо
Арпеджо (или арпеж) е изпълнение на тоновете на един акорд като на арфа – последователно един след друг. Арпеджото се отбелязва с думата arpegio (съкр. arp.) или с вълнообразна вертикална линия, написана пред акорда, а също така и с изписване на разложените тонове, често с дребни ноти. При арфата обикновеният начин на изпълнение на аркодите е арпежирането. Онези акорди, чиито тонове арфистът трябва да изпълни едновременно неарпежирано, се отбелязват с non arpeggiato. В старата музика при струнните инструменти с три или четири струни, акордите в половини и цели тонове са се свирили като арпежи, обикновено два пъти нагоре и надолу, а понякога и повече пъти до изпълване стойността на нотата.